# Сражение при Чиллианвале
Сражение при Чиллианвале (англ. Battle of Chillianwala) — одно из крупнейших сражений Второй англо-сикхской войны, которое произошло 13 января 1849 года  в Пенджабе у реки Джелам. Британская армия генерала Хью Гофа, состоящая из нескольких полков регулярной армии и полков сипаев, встретилась с армией сикхов, позиция которой была сильно растянута, поэтому Гоф решил атаковать противника во фронт. Во время атаки ряды 24-й пехотного полка были расстроены, он попал под огонь сикхской артиллерии, и в итоге его атака была отбита с большими потерями. На левом фланге 61-й пехотный полк наступал успешно и захватил несколько орудий, но на правом фланге британская кавалерия была обращена в бегство, что позволило сикхам атаковать британскую пехоту с тыла. Британская армия в итоге захватила позиции противника, но отошла на исходные позиции, оставив все захваченные у сикхов орудия. Чиллианвала стала одним из самых кровопролитных сражений индийских войн. Генерал Гоф был отстранён от командования и его место занял  Чарльз Нейпир